# Alano Montanari
Alano Montanari (Cesena, 2 december 1908 - aldaar, 17 augustus 1958) was een Italiaans motorcoureur.

## Carrière
Vanwege de Tweede Wereldoorlog kon Alano Montanari pas in 1946 zijn eerste races rijden, toen hij al 38 jaar oud was. Hij reed met een oude 500cc-Benelli in de Italiaanse derde categorie. In 1948 promoveerde hij naar de tweede categorie en in 1949 naar de eerste categorie, op dat moment rijdend met een 250cc-Moto Guzzi Albatros. In 1951 werd hij kampioen van de FMI. 

### Wereldkampioenschap wegrace

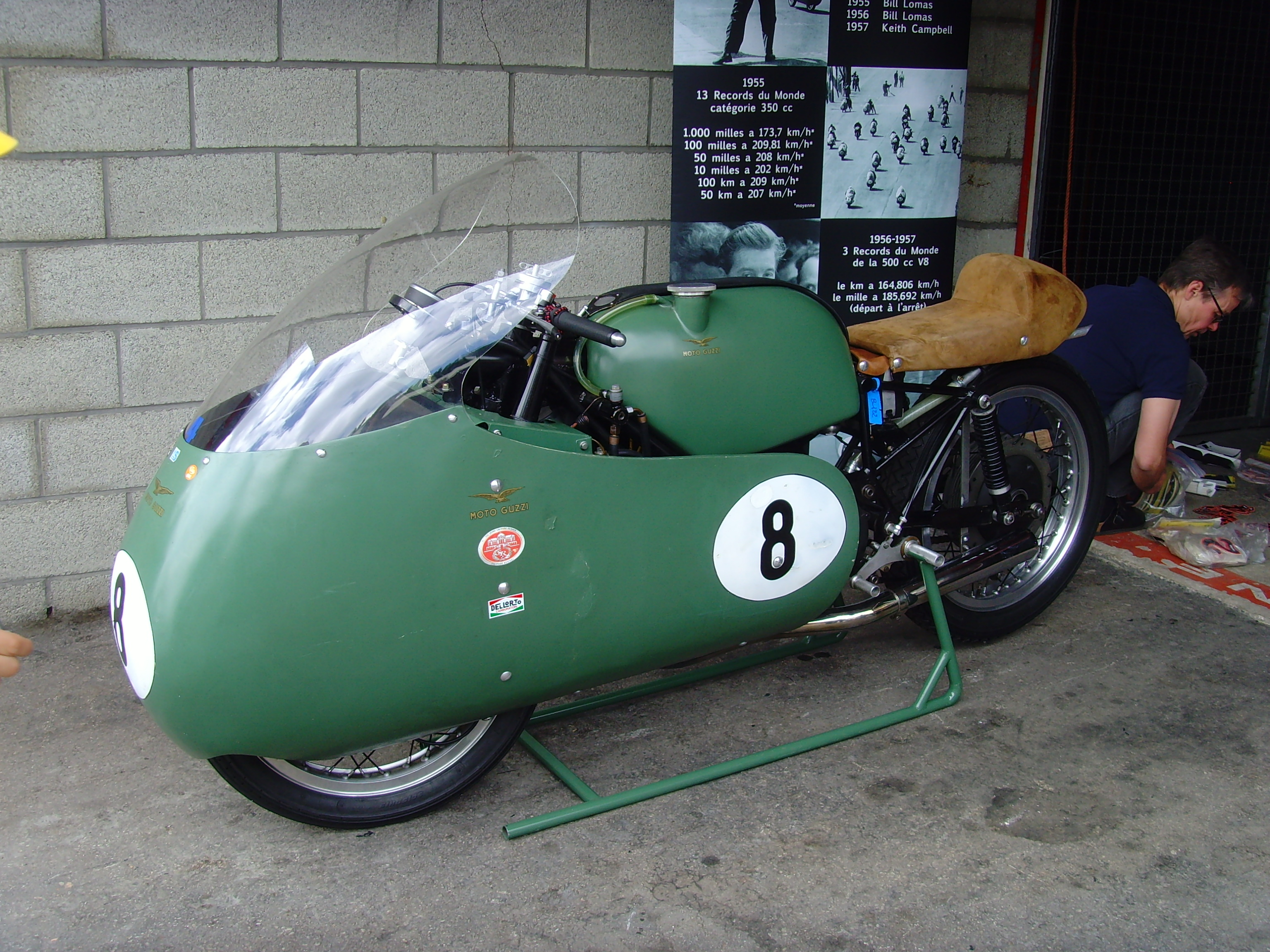
Moto Guzzi Monocilindrica 350

#### 1953
In het seizoen 1953 debuteerde hij in het wereldkampioenschap wegrace met een tweede plaats in de 250cc-klasse van de Grand Prix van Duitsland. In de Grand Prix van Zwitserland werd hij tweede achter NSU-rijder Reg Armstrong, maar hij versloeg als privérijder de Moto Guzzi-fabriekscoureurs Fergus Anderson en Enrico Lorenzetti. Nipt, want Anderson kwam slechts 0,1 seconde tekort. In de GP des Nations finishte hij als derde. In de Spaanse Grand Prix reed hij de snelste ronde, maar hij werd slechts vierde achter de Moto Guzzi-fabrieksrijders. Hij won ook de 250cc-klasse Coppa d'Oro Shell in Imola. 

#### 1954
In het seizoen 1954 stond Alano Montanari nog steeds te boek als privérijder, maar als hij met Moto Guzzi's in het WK startte, deed hij dat in de 350- en de 500cc-klasse, waarvoor helemaal geen Guzzi-productieracers beschikbaar waren. Wellicht kreeg hij voor enkele GP's toch fabrieksracers via zijn goede vriend Enrico Lorenzetti. Hij scoorde alleen een punt in de TT van Assen. 

#### 1956
In het seizoen 1956 startte hij in slechts één WK-race, de GP des Nations, waar hij met een Moto Guzzi Bialbero 250 zesde werd. Ook hier betrof het weer een fabrieksracer, maar wel een waarvan de ontwikkeling al lang was gestaakt. 

#### 1957
Bronnen spreken elkaar tegen over zijn fabriekscontracten in het seizoen 1957. Hij zou voor Moto Guzzi gereden hebben, maar in de WK-races kwam hij uit voor MV Agusta, ook weer met machines die absoluut niet voor privérijders beschikbaar waren. Waarschijnlijk kreeg hij van Moto Guzzi wel een fabrieks-Monocilindrica 350 om in het Italiaans kampioenschap te starten. Hij werd inderdaad, 49 jaar oud, 350cc-kampioen van Italië. Met de MV Agusta 250 Bialbero startte hij alleen in de GP des Nations (zesde), maar met de nieuwe viercilinder MV Agusta 350 4C sloot hij het wereldkampioenschap als achtste af. 

#### 1958
In 1958 had Moto Guzzi zich teruggetrokken uit het wereldkampioenschap wegrace, maar Alano Montanari stopte nog niet met races. Hij won als privérijder nog wedstrijden in Locarno, de Grand Prix van de Adriatische Zee in Opatija en de Coppa d'Oro Shell.

## Overlijden
Hij sloot zijn carrière in 1958 af, vijftig jaar oud, maar kon niet lang van zijn "pensioen" genieten. Bij een ongeval liep hij een infectie op, waaraan hij op 17 augustus overleed.  

## Wereldkampioenschap wegrace resultaten
(Races in cursief geven de snelste ronde aan)
| Jaar | Klasse | Team       | Motorfiets                    | 1     | 2     | 3     | 4     | 5     | 6       | 7       | 8       | 9     | Punten | Plaats | Overwinningen |                                                | Wereldkampioen |
| ---- | ------ | ---------- | ----------------------------- | ----- | ----- | ----- | ----- | ----- | ------- | ------- | ------- | ----- | ------ | ------ | ------------- | ---------------------------------------------- | -------------- |
| 1953 | 250 cc | Privé      | Moto Guzzi Albatros           | IOM - | NED - |       | DUI 2 |       | ULS -   | ZWI 2   | NAT 3   | SPA 4 | 19     | 5e     | 0             | Werner Haas, NSU Rennmax                       |                |
| 1953 | 350 cc | Privé      | Moto Guzzi Albatros           | IOM - | NED - | BEL - | DUI - | FRA - | ULS DNF | ZWI DNF | NAT -   |       | 0      | -      | 0             | Fergus Anderson, Moto Guzzi Monocilindrica 350 |                |
| 1954 | 350 cc | Moto Guzzi | Moto Guzzi Monocilindrica 350 | FRA - | IOM - | ULS - | BEL - | NED 6 | DUI -   | ZWI 9   | NAT -   | SPA - | 1      | 24e    | 0             | Fergus Anderson, Moto Guzzi Monocilindrica 350 |                |
| 1954 | 500 cc | Moto Guzzi | Moto Guzzi Monocilindrica 500 | FRA - | IOM - | ULS - | BEL - | NED - | DUI -   | ZWI -   | NAT DNF | SPA - | 0      | -      | 0             | Geoff Duke, Gilera 500 4C                      |                |
| 1956 | 250 cc | Moto Guzzi | Moto Guzzi 250 Bialbero       | IOM - | NED - | BEL - | DUI - | ULS - | NAT 5   |         |         |       | 3      | 12e    | 0             | Carlo Ubbiali, MV Agusta 250 Bialbero          |                |
| 1957 | 250 cc | MV Agusta  | MV Agusta 250 Bialbero        | DUI - | IOM - | NED - | BEL - | ULS - | NAT 6   |         |         |       | 1      | 18e    | 0             | Cecil Sandford, Mondial 250 Bialbero           |                |
| 1957 | 350 cc | MV Agusta  | MV Agusta 350 4C              | DUI 5 | IOM - | NED - | BEL 4 | ULS - | NAT DNF |         |         |       | 5      | 8e     | 0             | Keith Campbell, Moto Guzzi Monocilindrica 350  |                |

## Trivia

### Vriendschap met Enrico Lorenzetti
De vriendschap tussen Alano Montanari en Enrico Lorenzetti was sterk. Zo sterk, dat Lorenzetti, die 41 jaar later in Milaan overleed, zich 300 km verder in Cesano naast Montanari liet begraven. Montanari en Lorenzetti vormden in 1954, toen Montanari voor Moto Guzzi aantrad, samen met Fergus Anderson de "oude garde" bij het team. Montanari was op dat moment 46 jaar oud, Lorenzetti was 43 jaar oud en Anderson was 45 jaar oud. 